# يورغن هابرماس
يورغن هابرماس (بالألمانية: Jürgen Habermas) فيلسوف وعالم اجتماع ألماني معاصر (18 حزيران 1929 دسلدورف -) يعتبر من أهم علماء الاجتماع والسياسة في عالمنا المعاصر. ولد في دوسلدورف، ألمانيا وما زال يعيش بألمانيا.يعد من أهم منظري مدرسة فرانكفورت النقدية له ازيد من خمسين مؤلفا يثحدث عن مواضيع عديدة في الفلسفة وعلم الاجتماع وهو صاحب نظرية الفعل التواصلي.
انه بالفعل يعتبر الوريث الرئيسي المعاصر لتركة مدرسة فرانكفورت كما يعبر عن ذلك ايان كريب، وعلى الرغم من أن هناك افكارمشتركة واضحة بينه وبين أسلافه، فإنه نحا بهذه المدرسة منحى مختلفاً. واذا كان ما يجمع أعمال أدورنو وهوركهايمر وما ركوزه الاهتمام الشديد بحرية الإنسان مهما بعدت إمكانية وجود تلك الحرية عن أرض الواقع، فإن هابرماس أقل حماسا في هذا الجانب رغم وجوده.إنه يتحرر من التذبذب بين التفاؤل والتشاؤم ويركز جل تفكيره بدلاً من ذلك على تحليل الفعل والبنى الاجتماعية، ولا جدال في انتماء هابرماس إلى اليسار، إلا أنه، وربما بشكل غير متوقع ينتقد التقاليد الفكرية التي تنتمي إليها، الأمر الذي اتنهى به إلى النأي بنفسه عن الحركة الطلابية التي ظهرت في الستينات. ويمكن النظر إليه، أولا، باعتباره متماسكا بتصور يزاوج بين البنية والفعل في نظرية كلية واحدة.وثانيا، بوصفه مدافعاً عن مشروع الحداثة، بالأخص عن فكرتي العقل والاخلاق الكليين.أما حجته في ذلك فهي أن مشروع الحداثة لم يفشل بل بالأحرى لم يتجسد ابداً، ولذا، فالحداثة لم تنته بعد. ويظهر أن هذا الموقف يضعه في اتجاه معارض تماماً مع أسلافه بالنظر إلى موقفهم من نقد عقل التنوير، إلا أن موقفه يتضمن الإصرار على جدل التنوير، أي أن عملية التنوير لها جانبان: يتضمن أحدهما فكر البناء الهرمي والاستبعاد، في حين يحمل الجانب الآخر إمكانية إقامة مجتمع حر يسعد به الجميع على الأقل.إن نظرية ما بعد الحداثة تفتقد حسب هابرماس إلى هذا العنصر الأخير.
ا أما المصالح المعرفية فتعني عند هابرماس أننا دائما نطور المعرفة لغرض معين، وتحقيق ذلك الغرض هو أساس مصلحتنا في تلك المعرفة، والمصالح التي يناقشها هابرماس هي مصالح مشتركة بين الناس جميعاً، بحكم أننا أعضاء في المجتمع الإنساني، فيذهب هابرماس إلى أن العمل ليس وحده ما يميز البشر عن الحيوانات، بل واللغة أيضاً، فالعمل يؤدي إلى ظهور المصلحة التقنية، وهي المتمثلة في السيطرة على العمليات الطبيعية واستغلالها لمصلحتنا. وتؤدي اللغة، وهي الوسيلة الأخرى التي يحوّل بواسطتها البشر بيئتهم إلى ظهور ما يدعوه هابرماس «المصلحة العملية» وهذه بدورها تؤدي إلى ظهور العلوم التأويلية. ويذهب هابرماس إلى أن المصلحة العملية تفضي إلى نوع ثالث من المصلحة وهي مصلحة الانعتاق والتحرر، وهذه الأخيرة تسعى لتخليص التفاعل والتواصل في العناصر التي تشوههاعن طريق إصلاحها ومصلحة الانعتاق والتحرر تؤدي إلى ظهور العلوم النقدية.
يتوجه هابرماس في أعماله الأخيرة وبخاصة في«نظرية فعل التواصل» (1984-1987) إلى فلسفة اللغة ابتغاء توسيع أساس التظرية النقدية وقد قدم أطروحة صعبة سنجملها في مراحل ثلاث:
1- المرحلة الأولى: يدعو إلى ضرورة التحررمما يدعوه «بفلسفة الوعي» التي يعني بها الفلسفة التي ترى العلاقة بين اللغة والفعل كالعلاقة بين الذات والموضوع (أي التحرر من منظومة الفكر التجريبي).
2- المرحلة الثانية: يمكن أن يتخذ الفعل صورتين، الفعل الاستراتيجي وفعل التواصل. الأول يتضمن الفعل الغائي العقلاني، في حين أن فعل التواصل هو ذلك الفعل الذي يرمي للوصول إلى الفهم.
3- يترتب على فعل التواصل الأولية عدة أمور:
أولاً، العقلانية بهذا المعنى ليس مثالا نقتنصه من السماء، بل هو موجود في لغتنا ذاتها، إن هذه العقلانية تستلزم نسقاً اجتماعياً ديمقراطياً لا يستبعد أحداً.
ثانياً، ثمة نظام أخلاقي ضمني يحاول هابرماس الكشف عنه، وهو الأخلاق الكلية الذي لا يتوجه إلى تحليل مضمون المعايير بقدر توجهه إلى طريقة التوصل إليها، والتوصل إليها -حسب هابرماس- يكون عبر نقاش حر عقلاني.
ويمكن ملاحظة أن مناقشة هابرماس للرأسمالية الحديثة تفتقد للحماس الذي اتسمت به أعمال الرعيل الأول لمدرسة فرانكفورت. فهابرماس يرى في الرأسمالية، أساساً، مرحلة يمكن أن تنحرف فتؤدي إلى كارثة، لكنها عنده ليست شراً مستطيراً. ولقد ركز شأن الرعيل الأول على ظاهرة الهيمنة التقنية والعقل الأداتي السائد في هذا النظام. وحول ماركس يرى هابرماس أن الجزء المبدع لأعماله أصبح مدفوناً تحت خرسانة النزعة الأداتية والوصفية. ويرى هابرماس أن مسؤولية ذلك على عاتق ماركس نفسه، وعلى تركيزه تركيزاً شديداً على العمل باعتباره الخاصية المميزة للبشر.
لقد وجهت لهابرماس مجموعة انتقادات أهمها اثنان:
1- لم يثبت ولا يستطيع أن يثبت أولوية فعل التواصل على الفعل الاستراتيجي.
2 – مرتبط بالنقد الأول، أن أطروحته حول الانعتاق والتحرر لم تثبت، ليس هذا فقط، بل إن محاولة إقامة النقد على التفرقة بين النقد والحياة اليومية تقوض وضع التحرر الذي يزعمه والمشكوك فيه أصلاً. وبذلك يظهر أن مشروع هابرماس يعاني بمجمله من تناقض في الأهداف، فإن أخذنا مشروعه الأكبر بأوضح معانيه، فسيظهر أن محاولة تأمين أولوية التواصل في فلسفة اللغة، تجهضها تلك التفرقة التي يقيمها بين النسق والحياة اليومية. وهكذا إن إعطاء الأولوية لطرف على آخر في معادلة الفعل أو البنية تقوض النظرية من عروشها.
وإذ أقدم هذه الترجمة لهابرماس أشعر بثقل المهمة لصعوبة أبجديات الفلسفة التي يطرحها، بالإضافة إلى المصطلحات التي صكّها والتي تحتاج منّا وضعها في سياقاتها التي أرادها لها صائغها. إنني أعتبر هابرماس نموذجاً للمثقف الديناميكي الذي يتفاعل مع حركة المجتمع والتاريخ، إيمانا منه أن النظرية تحتاج دائماً إلى أن تدلل على نفسها كلما حاولت أن تطبق نفسها في ميدان أو آخر.

## السيرة الذاتية
ولد يورغن هابرماس في دسلدورف، شمال الراين- ويستفاليا حاليا W. عَمِل والده ايرنست هابرماس مديراً تنفيذياً لغرفة الصناعة والتجارة، وقد وصفه هابرماس الابن بأنه متعاطف مع النازية. لقد تربى في أسرة بروتستانتية، ودرس في جامعات جوتنجين (1949- 1950) وزيورخ(Zürich (1950- 1951، وبون(Bonn(1951-1955، ونال درجة الدكتوراه في الفلسفة من بون عامَ 1954 بأطروحته «المطلق والتاريخ؛ حول التناقض في فكر شِلينغ» The absolute and history: on the contradiction in Schelling،s thought. كان من بين لجنة المشرفين على أطروحته إريك روذاكير Erich Rothacker وأوسكار بيكر Oskar Becker.
في 1956، درس الفلسفة وعلم الاجتماع على يد المنظرين النقديين مثل ماكس هوركهايمر وثيودور أدورنو في معهد البحث الاجتماعي/مدرسة فرانكفورت، لكن بسبب خلافٍ بين الاثنين على أطروحته، بالإضافة إلى اعتقاده الشخصي أن مدرسة فرانكفورت كانت قد أَصبحت مشلولة بالشكوكية skepticism والازدراء disdain السياسي للثقافة الحديثة. أنهى تأهيله في العلوم السياسية في جامعة ماربورج Marburg إذ تتلمذ على يد الماركسي ولفجانج ابيندروث Wolfgang Abendroth. دراسته كانت قد عنونت «التحولات البنيوية للأوضاع الاجتماعية: تساؤلات ضمن أصناف المجتمع البرجوازي» The Structural Transformation of the Public Sphere: an Inquiry into a Category of Bourgeois Society. في 1961 أصبح أستاذاً في جامعة بورج. وبقرار غير معتاد بالنسبة للمشهد الأكاديمي الألماني في تلك المدة رُشِّح هابرماس ليكون أستاذاً استثنائياً (أستاذ بدون كرسي) للفلسفة في جامعة هايدلبرغ بتوصية من هانز جورج جادامر Hans-Georg Gadamer وكارل لويث Karl Lِwith. في 1964 عاد إلى مدرسة فرانكفرت مدعوماً من قبل أدورنو لتولي كرسي هوركهايمر في مجال الفلسفة وعلم الاجتماع.
تسلم منصب مدير معهد ماكس بلانك Max Planck Institute في ستيرنبيرج (قرب ميونخ) في 1971، وعمل هناك حتى 1983، أي بعد سنتين من نشر رائعته، نظرية الفعل التواصلي Theory of Communicative Action. بعد ذلك عاد هابرماس إلى كرسيه في فرانكفورت مديراً لمعهد البحث الاجتماعي. منذ أن تقاعد من فرانكفورت في العام 1993، واصل نشر أعماله ذات المواضيع واسعة النطاق. طرح خطابا حول تأهيل الدور العام للدين في السياق العلماني، بخصوص تطور الفصل بين الكنيسة والدولة من الحياد إلى العلمانية الحادّة.
تتلمذ على يديه العديد من الأساتذة المعروفين الآن. من أبرزهم: عالم الاجتماع السياسي كلوس أوفّ Claus Offe، الفيلسوف الاجتماعي يوهان أرناسون Johann Arnason، المنظّر الاجتماعي هانز جوس Hans Joas، منظّر التطور الاجتماعي كلاوس إيدير Klaus Eder، الفيلسوف الاجتماعي أكسل هونيث Axel Honneth (المدير الحالي لمعهد البحث الاجتماعي)، الفيلسوف الأمريكي توماس مكارثي Thomas McCarthy، الباحث الاجتماعي جيرمي Jeremy J. شابيرو Shapiro، ورئيس الوزراء الصربي المغتاَل زوران دينديك Zoran indic.

## النظرية
بنى هابرماس إطارا شاملا للنظرية الاجتماعية ورسم الفلسفة من خلال عدد من التقاليد الثقافية:
الفكر الفلسفي الألماني لإمانويل كانت Kant، فريدريك شيلينج Schelling،هيجل Hegel، إدموند هوسرل Husserl، وهانز جادمير Gadamer
التقاليد الماركسية Marxian نظرية كارل ماركس نفسه، بالإضافة إلى النظرية الماركسية الجديدة النقدية لمدرسة فرانكفورت، وبمعنى آخر: ماكس هوركهايمر Horkheimer، تيودور أدورنو Adorno، وهيربيرت ماركوس Marcuse…
النظريات الاجتماعية لماكس ويبر Weber، إميل دوركايم Durkheim، وجورج هيربيرت مييد Mead
الفلسفة اللغوية ونظريات الفعل الخطابي speech act theories لودفيغ وتغنشتاين Wittgenstein، أوستن Austin ، ستراوسون Strawson، ستيفن تويلمين Toulmin وجون سيرل Searle.
علم نفس النموdevelopment psychology لجين بياجيه Piaget ولورانس كولبيرج Kohlberg
التقاليد البراجمتية الأمريكيِة American pragmatist لتشارلز ساندرز بيرس Peirce، وجون ديوي Dewey
نظرية النظم الاجتماعيةِ لتالكوت بارسونز Talcott Parsons، ونيكلس لوهمان Niklas Luhmann
الفكر الكانتي الجديد Neo-Kantian
اعتبر هابرماس أن إنجازه الرئيسي تطوير مفهوم ونظرية العقلانية التواصلية communicative rationality، الذي يميزه عن التقليد العقلاني بتحديد العقلانية في بنى الاتصال اللغوي الشخصي. تقدم هذه النظرية الاجتماعية أهداف الانعتاق أو التحرر الإنساني، بينما يبقى الإطار الأخلاقي الشامل.هذا الإطار يستند إلى حجّة تدعى البرجماتية الشاملة universal pragmatics - كل الأفعال الخطابية لَها نهاية متـأصلة — وهي هدف الفهم المتبادل، وأن البشر يمتلكون القدرة التواصلية لجلب مثل هذا الفهم. بنى هابرماس إطارا خارج فلسفة الفعل الخطابي لودفيغ وتغنشتاين Wittgenstein، وأوستن، وجون سيرل Searle، والنظرية الاجتماعية للعرف الثقافي interactional constitution للعقل لجورج هربرت مييد، ونظريات التنمية الأخلاقية لجين بياجيه Piaget ولورانس كولبيرج Kohlberg، وأخلاقيات الخطاب لكارل هيديلبيرج - اوتو ابل Heidelberg colleague Karl-Otto Apel.
قدّم تقاليد كانت Kant والتنوير Enlightenment والاشتراكية الديمقراطية democratic socialism من خلال تأكيده على الإمكانية لتحويل العالم ووصوله إلى أكثر إنسانية، ومجتمع عادل من خلال إدراك الإمكانية البشرية للمنطق، جزئياً من خلال أخلاقيات الجدل. بينما اعترف هابرماس بأن التنوير «مشروع غير منتهي» نجده يجادل بأنه يجب أن يصحح ويتمم، وليس أن ينبذ. وهو في هذا أبعد نفسه عن مدرسة فرانكفورت، بل انتقدها، للتشاؤم المفرط والراديكاليات والمبالغات المضللة. بالإضافة إلى نقده معظم فكر ما بعد الحداثة postmodernist.
في سياق علم الاجتماع، مساهمة هابرماس الرئيسية كانت تطويرالنظرية الشاملة للتطور الاجتماعي الحضاريِ وتركيز الحداثة modernization على الاختلاف بين العقلانية - المذهب العقلي الذي يقول بأن العقل غير مسعف بالوحي الإلهي، والعقل هو الهادي الوحيد إلى الحقيقة الدينية أو المعرفة - المترجم - والعقلانية التواصلية من ناحية إستراتيجية /العقلانية الأداتية. هذا يتضمن نقد من وجهة نظر صريحة لنظرية التفاضل أو التمايز differentiation- المؤسسة للنظم الاجتماعية المطورة من قبل نيكلاس لوهمان، وتالكوت.
دفاعه عن الحداثة والمجتمع المدني modernity and civil society كان مصدر إلهام للآخرين، واعتبر كبديل فلسفي رئيسي لتنويعات ما بعد البنيوية poststructuralism. وقد طرح أيضا تحليلا مؤثرا ً للرأسمالية المتأخرة.
رأى هابرماس في العقلانية، والأنسنة humanization، ودمقرطة المجتمع من الناحية المؤسساتية institutionalization الإمكانية للعقلانية المتأصلة في الفاعلية التواصلية communicative competence التي هي حالة متفردة للنوع الإنساني. اعتقد هابرماس أن الفاعلية التواصلية طورت من خلال مسار التطور، لكن المجتمع المعاصر- الذي يقمع في أغلب الأحيان عن طريق المجالات الرئيسية للحياة الاجتماعية، مثل السوق، الدولة، والمنظمات - سيطر عليه عن طريق العقلانية الإستراتيجيِة / الأداتية.

### إعادة بناء العلوم
يقدّم هابرماس مفهوم “ إعادة بناء العلوم ” Reconstructive science لهدف مزدوج: لوضع “ نظرية عامة للمجتمع ” بين الفلسفة وعلم الاجتماع، ولرأب الصدع الحاصل بين “ التنظير ”theorization و“ البحث الميداني ” empirical research. نموذج “ إعادة بناء العقلانية ” يمثّل الخيط الرئيسي للمسوح حول «بنى» عالم الحياة («الثقافة» و«المجتمع» و«الشخصية») واستجاباتها «الوظيفية» الخاصة (إعادة الإنتاج الثقافي، التكامل الاجتماعي والتنشئة الاجتماعية). لهذا الهدف، فإن الجدل حول “ التمثيل الرمزي ”symbolic representation “ يجِب أن يعتبر الحاق البنى لكل عوالم الحياة (العلاقات الداخلية) و“ إعادة الإنتاج المادي ” للنظم الاجتماعية في تعقيداتها (“ العلاقات الخارجية ” بين النظم الاجتماعية والبيئة). يجد هذا النموذج تطبيقاً، قبل كل شيء، في “ نظرية التطور الاجتماعي ”، بدءاً من إعادة بناء الشروط الضرورية للفيلوجينيا phylogeny (التطور العرقي) لصيغ الحياة الثقافية الاجتماعية («الانسنة») حتى تحليل تطوير “ الصيغ الاجتماعية ”، التي يقسّمها هابرماس لصيغ معاصرة وحديثة وتقليدية وبدائية.
هذا الطرح محاولة، أولاً، لصياغة نموذج “ إعادة بناء منطق التطوير ” “ الصيغ الاجتماعية ” لخصت من قبل هابرماس من خلال التفاضل أو التمايز بين العالم الحيوي والنظم الاجتماعية (، وضمّنها، من خلال “ عقلنة عالم الحياة ” و“ النمو في تعقيدات النظم الاجتماعية ”). ثانياً، يحاول البعض عرض التوضيحات المنهجية حول “ تفسير الديناميكيات ” “ العمليات التأريخية ”، وبشكل خاص، حول “ المعاني النظرية ” لمقترحات النظرية التطورية.
حوار مع بابا الفاتيكان بنيديكت السّادس عشر:
في أوائل 2007، صحيفة إجناتيوس Ignatius نشرت حوارا بين هابرماس وبابا الفاتيكان بنيديكت السادس عشر Benedict XVI، عنون ب«جدلية العلمانية» Secularization. عالج الأسئلة المعاصرة المهمة من مثل: هل الثقافة العامّة للمنطق والحرية المنظمة ممكنة في عصر ما بعد الميتافيزيقا؟ هل هذا الانحراف عن العقلانية يشير إلى أزمة عميقة للدين نفسه؟
في هذا النقاش، التغيير الأخير لهابرماس أصبح واضحاً. بشكل خاص التفكير ثانية بالدور العام للدين. تصريحات لعلماني صرف نصف قرن وهو يجادل ضد الحجّة الأخلاقية للدين، بعض تصريحاته كانت مدهشة، في مقالة 2004 المعنونة ب «عصر التحول» كرر:
«المسيحية، ولا شيء ما عدا ذلك، المؤسسة النهائية للحرية، والضمير، وحقوق الإنسان، والديمقراطية. إلى يومنا هذا، نحن ليس لدينا خيارات أخرى. نواصل تغذية أنفسنا من هذا المصدر. كل شيء آخر ثرثرة ما بعد الحداثة»!!.

### الأعمال الرئيسية
- التحولات البنيوية للأوضاع الاجتماعية (1962)
- النظرية والممارسة (1963)
- منطق العلوم الاجتماعية (1967)
- نحو مجتمع عقلاني (1967)
- التكنولوجيا والعلم كايديولوجية (1968)
- المعرفة والمصالح البشرية (1968)
- «الهوية الاجتماعية»(1974)
- التواصل وتطور المجتمع (1976)
- براجماتيات التفاعل الاجتماعي (1976)
- نظرية الفعل الصريحة (1981)
- الوعي الأخلاقي والفعل التواصلي (1983)
- لمحات فلسفية - سياسية (1983)
- الخطاب الفلسفي للحداثة (1985)
  - ترجمة: فاطمة الجيوشي، منشورات وزارة الثقافة، دمشق، سوريا (عنوان الترجمة: القول الفلسفي للحداثة)، الكتاب رقم 17 في سلسلة "دراسات فلسفية"، 1995
- المحافظيّة الجديدة (1985)
- تفكير ما بعد الميتافيزيقا (1988)
- التبرير والتطبيق (1991)
- بين الحقائق والمعايير: مساهمات لنظرية جدل القانون والديمقراطية (1992)
- براجماتيات التواصل (1992)
- تضمين الآخرين (1996)
- جمهورية برلين (1997)، مجموعة مقابلات مع هابرماس
- العقلانية والدين (1998)
- الحقيقة والتبرير (1998)
- مستقبل الطبيعة البشرية (2003)
- أوروبا القديمة، أوروبا الجديدة، قلب أوروبا (2005)
- الغرب المنقسم (2006)
- جدل العلمانية (2007)
- تاريخ الفلسفة (2019)[21]

## روابط خارجية
- يورغن هابرماس على موقع IMDb (الإنجليزية)
- يورغن هابرماس على موقع الموسوعة البريطانية (الإنجليزية)
- يورغن هابرماس على موقع مونزينجر (الألمانية)
- يورغن هابرماس على موقع إن إن دي بي (الإنجليزية)